# Колонин, Семён Ефимович
Семён Ефи́мович Коло́нин (1 февраля 1900, Ораниенбаум, Санкт-Петербургская губерния,  Российская империя — 20 сентября 1972, Москва, СССР) — советский военный политработник, генерал-лейтенант (1945).

## Биография
Родился в 1 февраля 1900 года. В семье рабочих. Русский.
В феврале 1918 года вступил в Красную Армию. Член  РКП(б) 1918 года. Участвовал в боях на  Северном фронте против белогвардейцев и на Западном фронте против белополяков.
С 1922 года на партийно-политической работе в войсках МВО. Был политруком роты, ответственным секретарем партийного бюро полка.
В январе 1931 года назначен помощником военкома 18-го стрелкового полка 6-й стрелковой дивизии.
В сентябре 1931 года назначен военкомом 165-го стрелкового полка 55-й стрелковой дивизии.
В марте 1933 года назначен начальником политотдела МТС и совхозов.
В июле 1936 года назначен военкомом конно-артиллерийского полка Особой кавалерийской дивизии имени И. В. Сталина.
В августе 1937 года назначен военкомом 1-й дивизии ПВО.
В ноябре 1937 года назначен начальником политуправления и и. о.члена Военного совета Московского ВО.
В феврале 1939 года назначен начальником политуправления Северо-Кавказского ВО.
24 февраля 1941 года дивизионный комиссар Колонин назначен членом Военного совета Приволжского военного округа.
22 июня 1941 года назначен членом Военного совета 21-й армии.
С 28 декабря 1941 года член Военного совета 11-й армии.
С 24 августа по 27 ноября 1942 года Член Военного совета, 9-й армии.
С ноября 1942 года Член Военного совета Черноморской группы войск, с этого момента и до конца войны являлся непосредственным начальником полковника, а с ноября 1944 года генерал-майора, будущего Генерального Секретаря ЦК КПСС Леонида Ильича Брежнева.
С 1 апреля 1943 года по 9 июля 1945 года член Военного совета 18-й армии.
С мая 1946 года проходил  службу на руководящих должностях в политорганах центрального аппарата Министерства обороны СССР и Генерального Штаба ВС СССР.
25 июля 1955 года генерал-лейтенант Колонин был уволен в запас.
Умер 29 сентября 1972 года. Похоронен в Москве на Новодевичьем кладбище (7 участок, 17 ряд, 12 место).

## Воинские звания
- дивизионный комиссар (1939)
- генерал-майор (06.12.1942)
- генерал-лейтенант (11.07.1945)

## Награды
СССР
- орден Ленина (21.02.1945)[4][5];
- пять орденов Красного Знамени (13.12.1942[6], 18.09.1943[7], 10.01.1944[8], 03.11.1944[5][9], 24.06.1948[5][10]);
- орден Богдана Хмельницкого I степени (11.08.1944)[11]
- орден Суворова II степени (23.05.1945)[12];
- орден Отечественной войны I степени (29.05.1944)[13];
- два ордена Красной Звезды (22.02.1941[10], 28.10.1967[14][15])
- Медали, в том числе:
  - «XX лет Рабоче-Крестьянской Красной Армии» (1938)[6];
  - «За оборону Киева» (1961);
  - «За оборону Кавказа» (1944);
  - «За Победу над Германией в Великой Отечественной войне 1941—1945 гг.» (1945);
  - «За освобождение Варшавы» (1945);
  - «За освобождение Праги» (1945)

Других государств
 Чехословакия:
- орден Белого льва «За Победу» II степени (06.06.1945);
- Чехословацкий Военный крест 1939—1945 годов (16.08.1945);
- медаль «За укрепление дружбы по оружию» (__.05.1970);
- Дукельская памятная медаль

 ПНР:
- Крест Храбрых (19.12.1968);
- медаль «За Одру, Нису и Балтику»;
- медаль «За вашу и нашу Свободу»